# SHOO
SHOO — московская группа, играющая на стыке жанров поп-соул, этно и r’n’b. Эпический поп для тех, кто ищет и надеется.
SHOO активно работают с 2010 года, среди их достижений выступления на таких опен-эйрах, как «Усадьба Jazz», «Дикая Мята», «Ленинградские мосты», «Волга Фест», Ural Music Night и многих других.

## История
Группа образована в 2010 году вокалисткой Шуней Мещеряковой (в девичестве Балашовой) — выпускницей Академии им. Гнесиных и Музыкального колледжа Беркли. Исполняет музыку в стиле «absolute soul»: джаз, неосоул, этно, фолк, фанк, блюз, регги, русские, африканские народные мелодии.
2013 год — релиз дебютного LP «Absolute Soul» на лейбле «Мистерия звука».
14 июня 2014 года — первое выступление Shoo на фестивале «Усадьба Jazz» в Архангельском в составе проекта, посвященного 60-летию Сергея Курёхина, — «Курёхин: NEXT» (вместе с Ансамблем «4’33», Оркестром Ad Libitum и участниками «Поп-механики» Сергеем Летовым и Алексеем Кругловым под общим руководством Алексея Айги).
В апреле 2015 года в питерском «ГлавClub» Shoo играют на разогреве у манчестерской трип-хоп команды Lamb. Осенью этого же года группа принимает участие в проекте «Главная сцена» на канале «Россия 1».
В конце 2015 года в Театральном зале Московского международного Дома музыки Shoo отмечают пятилетний юбилей большим концертом с оркестром. Также коллектив представляет дуэты со знаменитым мультиинструменталистом Олегом Сакмаровым (экс-«Аквариум», «Наутилус Помпилиус», «Колибри») и перкуссионным оркестром Sambateria.
Летом 2016 группа получает первое место в конкурсе «Усадьба Jazz Роза Хутор».
В апреле 2017 года в клубе ГлавClub Green Concert (ex-YotaSpace) Shoo разогревают единственный московский концерт группы Deep Forest.
В конце мая 2017 коллектив входит в тройку победителей по итогам международного фестиваля-конкурса Emergenza, а Шуня Балашова получает приз за лучший вокал.
1 июля группа представляет свой новый EP «Твоя земля» на главной сцене Усадьба Jazz в Москве.
С октября 2017 по январь 2018 в Москве, Санкт-Петербурге, Белгороде, Калуге, Самаре, Смоленске и Туле музыканты absolute soul группы Shoo провели образовательную программу «Музыкальная Лаборатория Shoo Music School». «Лаборатория» осуществлялась при поддержке гранта президента Российской Федерации, который музыканты получили за свою просветительскую идею.
Весной 2018 года состоялся релиз нового EP «Твоя земля» на лейбле Universal Music Group в России.
10 июня группа представила новую пластинку на сцене фестиваля «Дикая мята».
9 июля в соц.сетях был презентован новый клип на песню «Поезд в Евпаторию», записанную совместно со Стасом Море.
В 2020-м выступили в шоу «Квартирник у Маргулиса» и в клубе «Шаболовка 37».
В 2021-м – стали призёром фестиваля New/Open Showcase, а также выпустили инди-поп EP «сны» и сингл «Засыпай».
В 2022 – вернулись на дикомятное поле, организовали крафтовый фестиваль «Солома» и сыграли на нем, под конец года выпустили громкий сингл «Ты Можешь» и новогодний ретро-спешл «Зимняя», возглавивший плейлист Яндекс Музыки «Русское инди: открытия».
2023 год открыли рождественским концертом в клубе А. Козлова, где презентовали свежий трек «Около», и новым клипом на песню «спрошу».
Активно сотрудничают с лидерами индустрии в цифровой среде: стали финалистами конкурса от «Моспродюсер», приняли участие в записи нескольких подкастов, в частности «микстейп» и «как вы это слушаете», где рассказали о новом в творчестве и презентовали акустические версии треков. В летнем сезоне сыграли фестивальные сеты на опен-эирах «Солома», «Бульвар» в Ульяновске, День Города в Лужниках, «Дикая Мята», «Со-Бытие».

## Состав

### Текущий состав
- Шуня Мещерякова — вокал, голос, автор
- Максим Мещеряков — клавиши
- Леонид Тавровский — ударные
- Павел Толстой — бас-гитара
- Ксения Каверина — бэк-вокал
- Анастасия Слепченко — бэк-вокал
- Артём Гавкин — саксофон
- Дмитрий Артёмов — кларнет
- Виталий Колганов — звукорежиссер
- Стас «Море» — акустика, электрогитара, вокал (эпизодическое участие)
- Музыку пишут все участники коллектива.

### Бывшие участники
- Сергей Афанасенков — бас-гитара

## Дискография

### Студийный альбом
- 2013 — «Absolute Soul»
- 2019 — «Безгранично»

### EP
- 2018 — «Твоя Земля»
- 2021 — «сны»

### Синглы
- 2022 — «Ты можешь»
- 2022 — «Зимняя»
- 2023 — «Около»
- 2023 — «сиять»[24]